# Староконный рынок (Одесса)

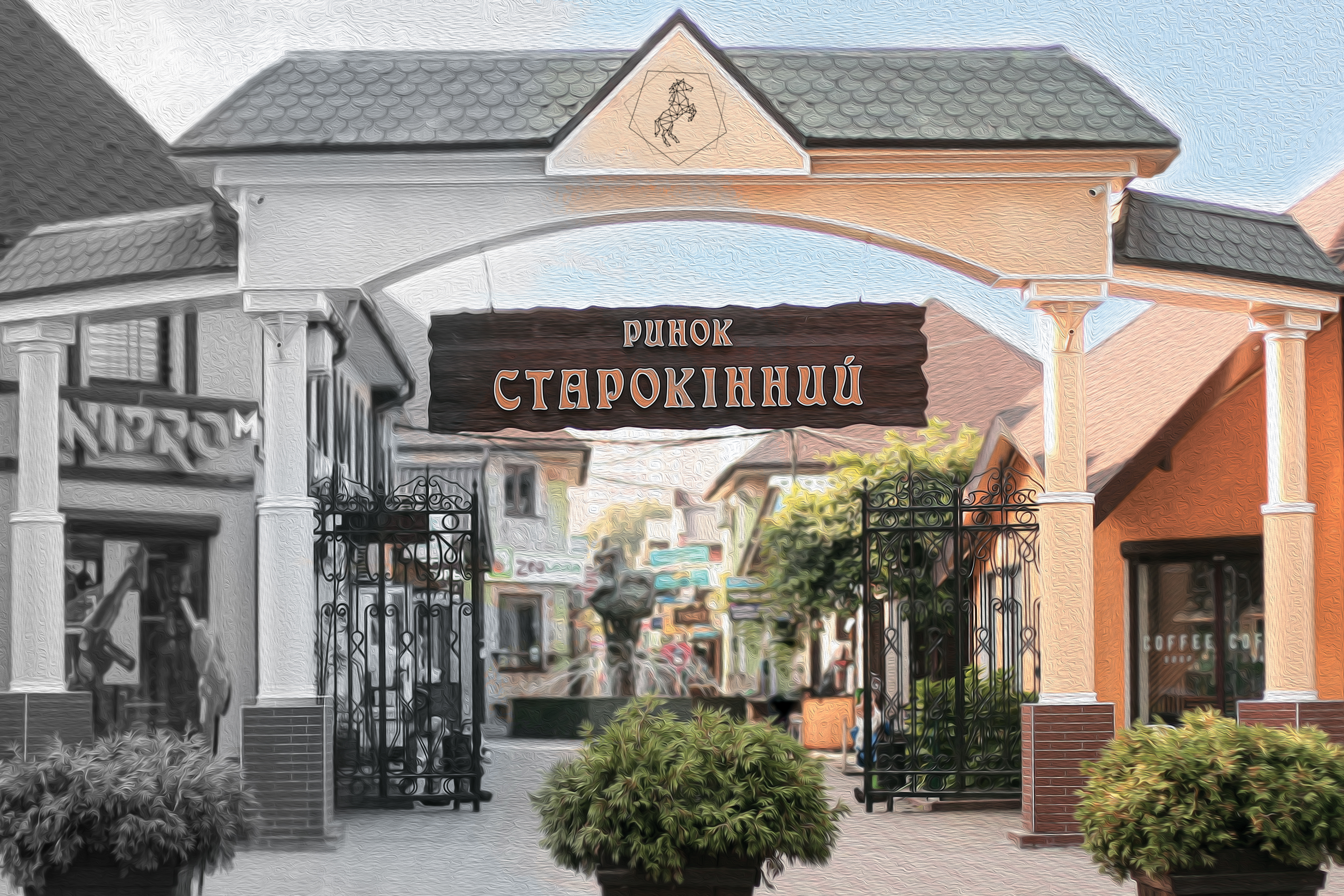
Центральный вход: арка Староконного рынка

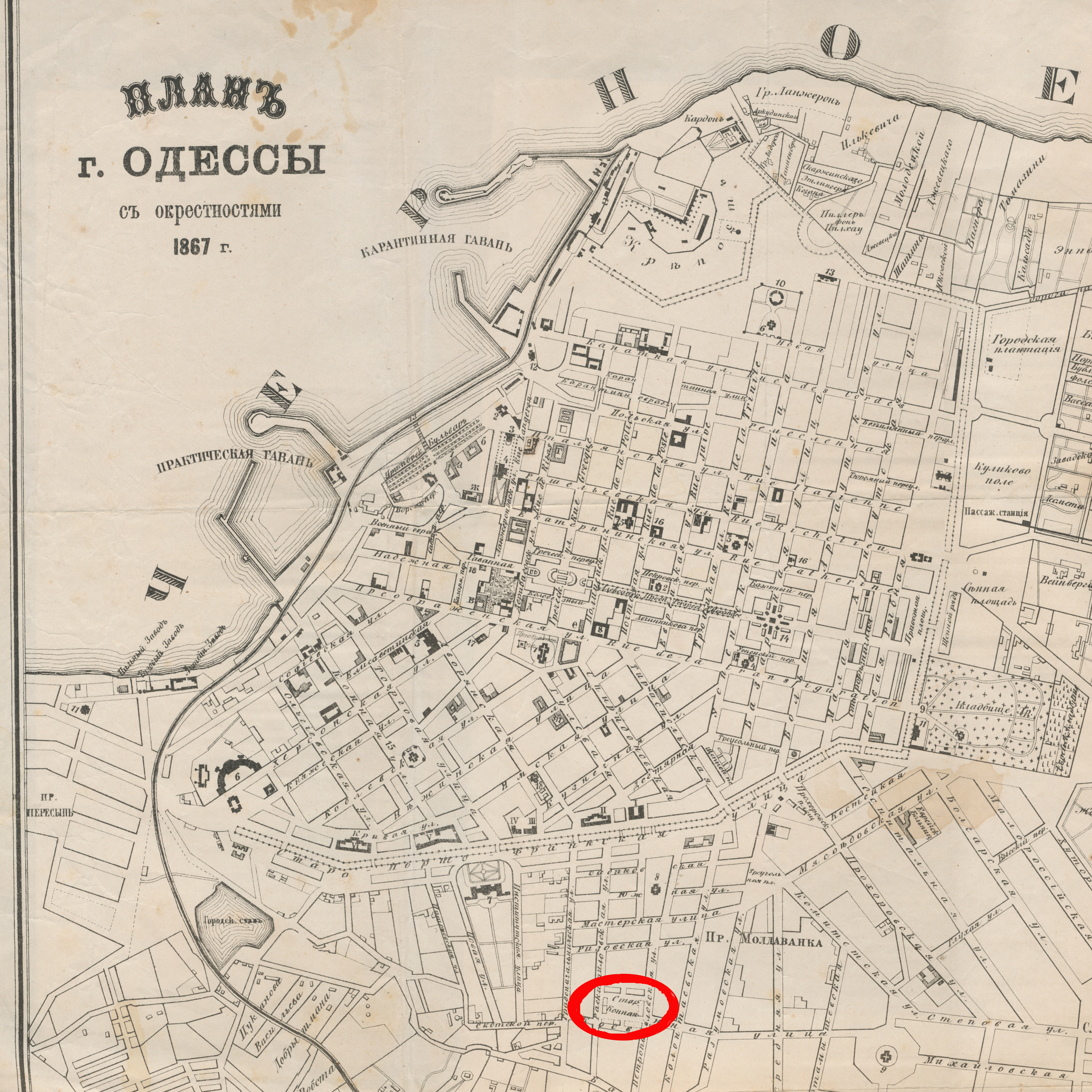
Староконный рынок] (в овале) на плане г. Одессы с окрестностями в 1867 году.

Староко́нный ры́нок или староко́нный база́р — старейший из существующих сегодня одесских рынков.

## История
Организован в 1833 году под названием «Скотский базар» на окраине Одессы. Датой основания Староконного рынка принято считать 05.07.1833 года. Сейчас рынок располагается в центре района Молдаванка.
Согласно архитектурному плану Одессы от 1826 года Георгия Торичелли были построены сквозные каменные галереи, корпуса и навесы, проведён водопровод и канализация. По словам одесского краеведа Олега Губаря, Староконный рынок «…захирел и скатился бы до небольшого базарчика, если бы не расцвет Новороссийских скачек, которые проводились при Ланжероне и Воронцове. В те времена возрос интерес к коннозаводству, покупке-продаже породистых лошадей — рынок стали посещать аристократы и видные граждане».

На рубеже 1840—1850-х специализированный скотопригонный рынок перемещается на Новую Конную площадь вблизи нынешнего Привоза, изначально ограниченную улицами Степовой, Болгарской, Мельничной и Малороссийской. После чего, ближе к середине 1850-х, за прежним скотским базаром закрепляется название «Староконный». Постепенно рынок был застроен магазинчиками и прилавками для продажи зелени, плодов, хлеба, других продуктов. Однако прославился Староконный как птичий рынок, где продавались рыбы, птицы и домашние животные, а также «злачная» барахолка, где «можно было купить всё», как в прошлом: 
На Староконном можно было часами рыться в книжных развалах. «Сколько же стоят ваши „Дети капитана Гранта“?..» В ответ: «…Вы что?! Во-первых, это не мои… Мои дома. А во-вторых, за торговлю чужими детьми можно и пострадать. А кому это нужно, особенно сейчас?…» И после паузы: «Нет, я не продаю тех „Детей…“ Боже упаси! Я просто отдаю… почти задаром». И называет это «задаром»… (Михаил Пойзнер),
 так и в настоящем:
Всякой барахляндии на Староконном полным-полно. Есть несколько лавок, где без особых усилий для языка можно купить судовой компас, любимый самовар купца I гильдии, бронзовый ключик от черного входа в рай и деревянную прялку. Из занятных вещей мне встретились артиллерийская стереотруба вместе со штативом и длинный моржовый бивень. На бивне тянулась лаконичная анадырьская резьба. — А сам морж где? — А что, нужен? (Евгений Гуф)

В 2004 году «Староконку» реконструировала компания «Инкор-Групп», после чего центральная часть рынка приобрела «цивилизованный» вид:
К счастью для людей, которые понимают, что Одессы нет без Молдаванки, а Молдаванки — без Староконного рынка… Руслан Тарпан реконструировал базар, и он приобрел свой нынешний вид. Территорию расширили, построили двухэтажные магазины и одноэтажные павильоны
.
Сегодня на рынке представлены товары для ремонта и строительства, садовые принадлежности, товары для рыбалки и туризма и многое другое. Но главной особенностью Староконного рынка остаются павильоны с аквариумными рыбками, птицами (попугаи, канарейки и прочие), рептилиями, грызунами, а также всем необходимым для содержания домашних питомцев.

## Галерея

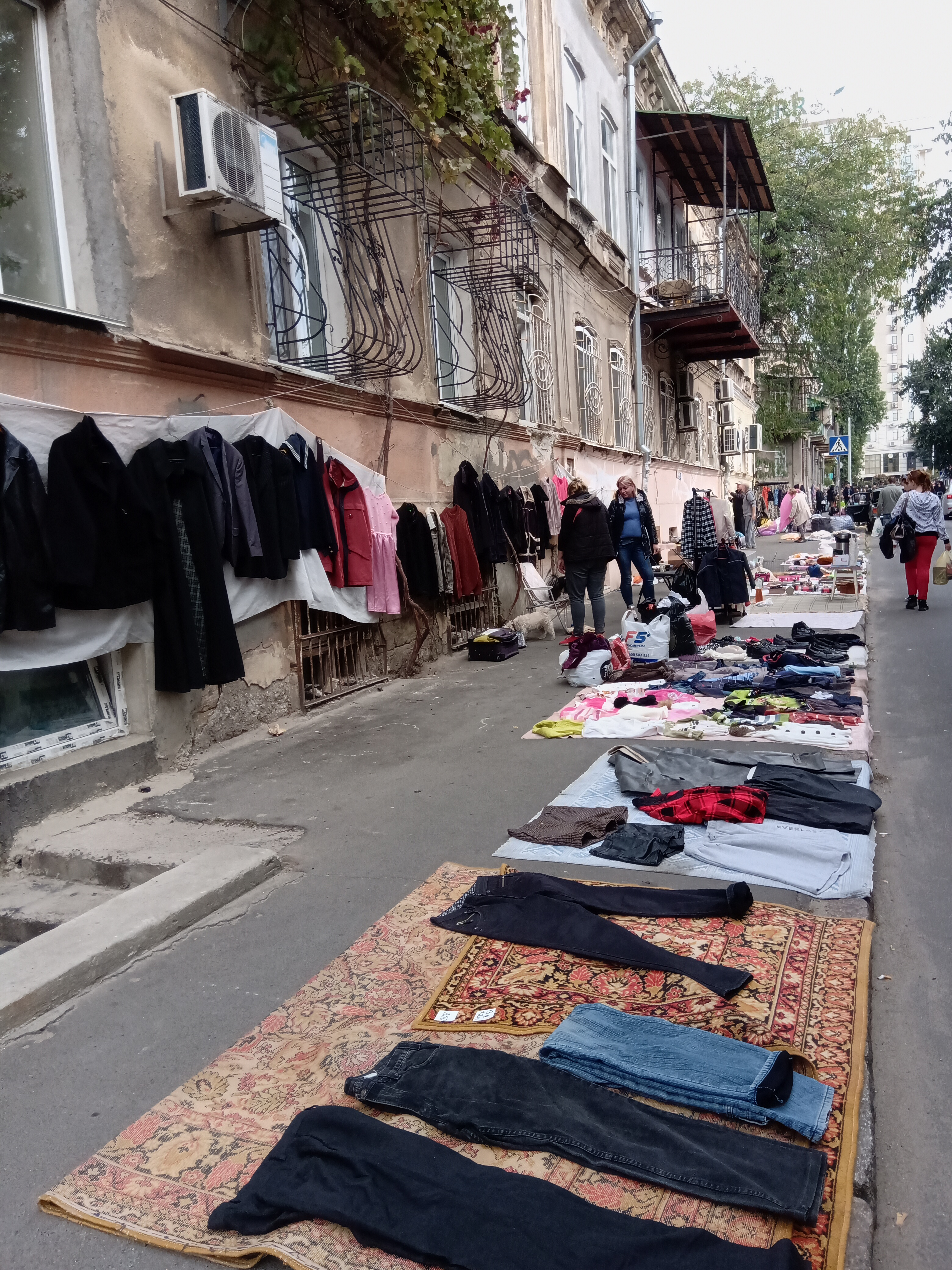
Развалы на Староконном рынке
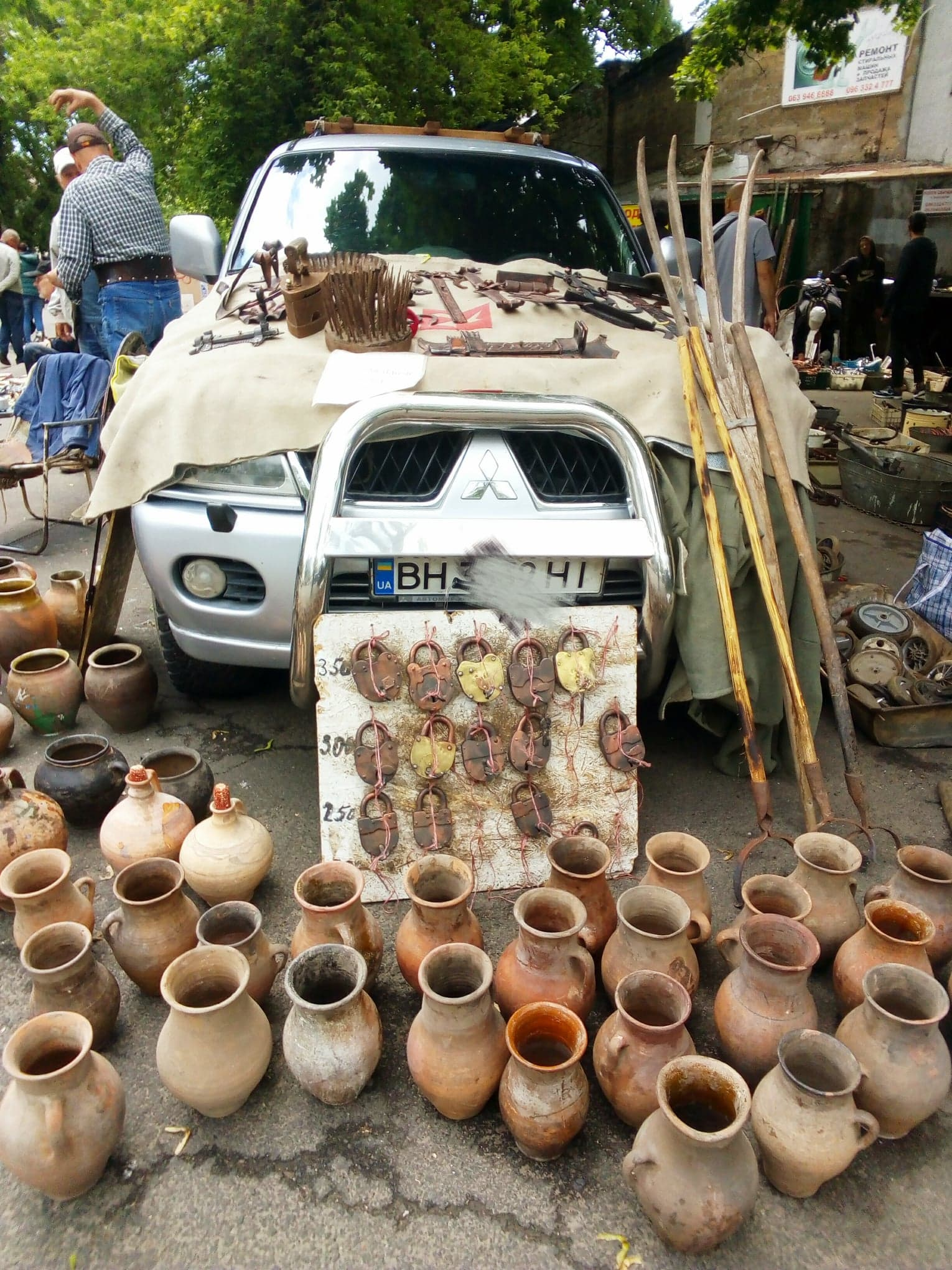
Старые предметы крестьянского обихода
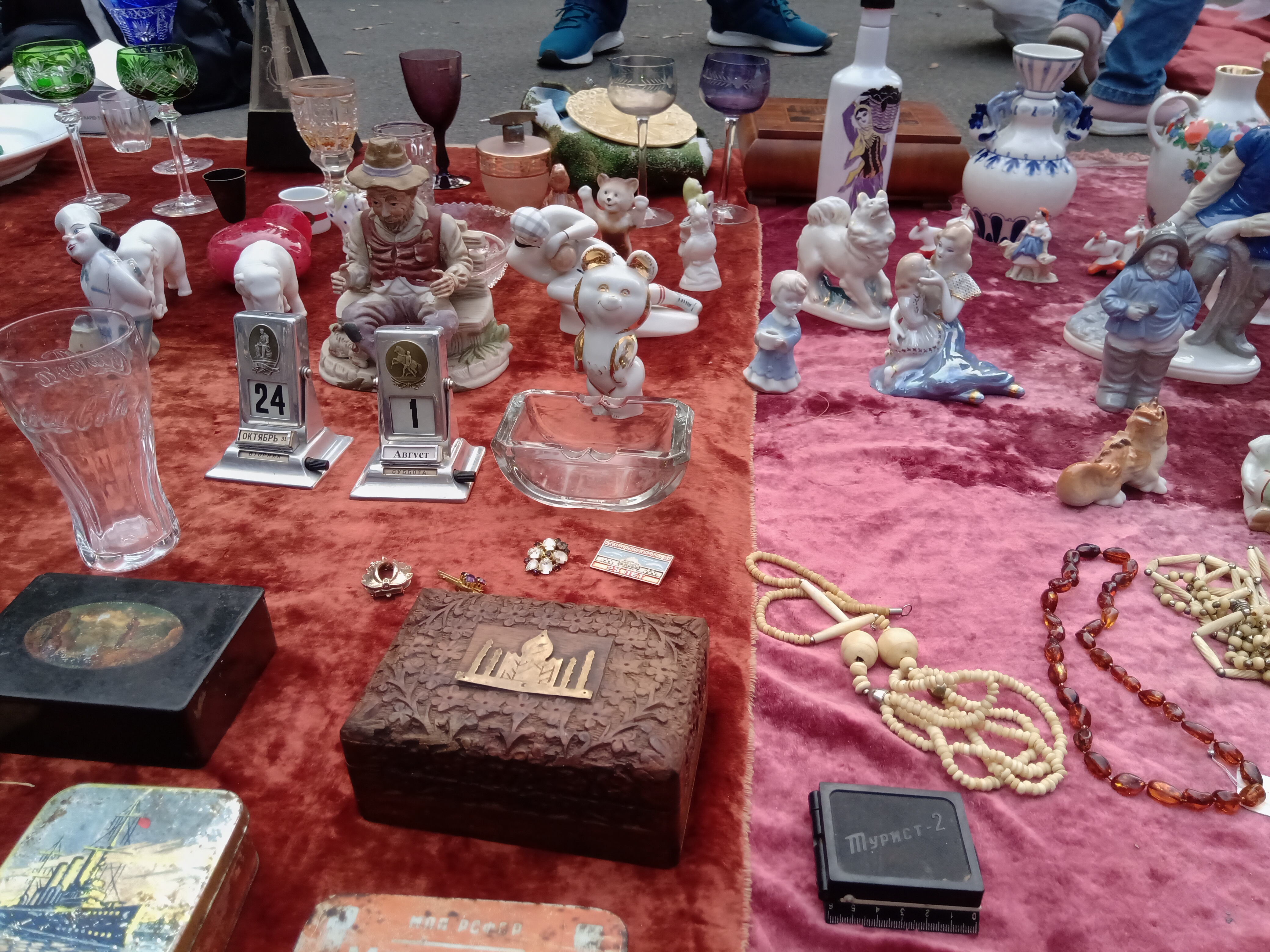
Антиквариат на Староконном рынке
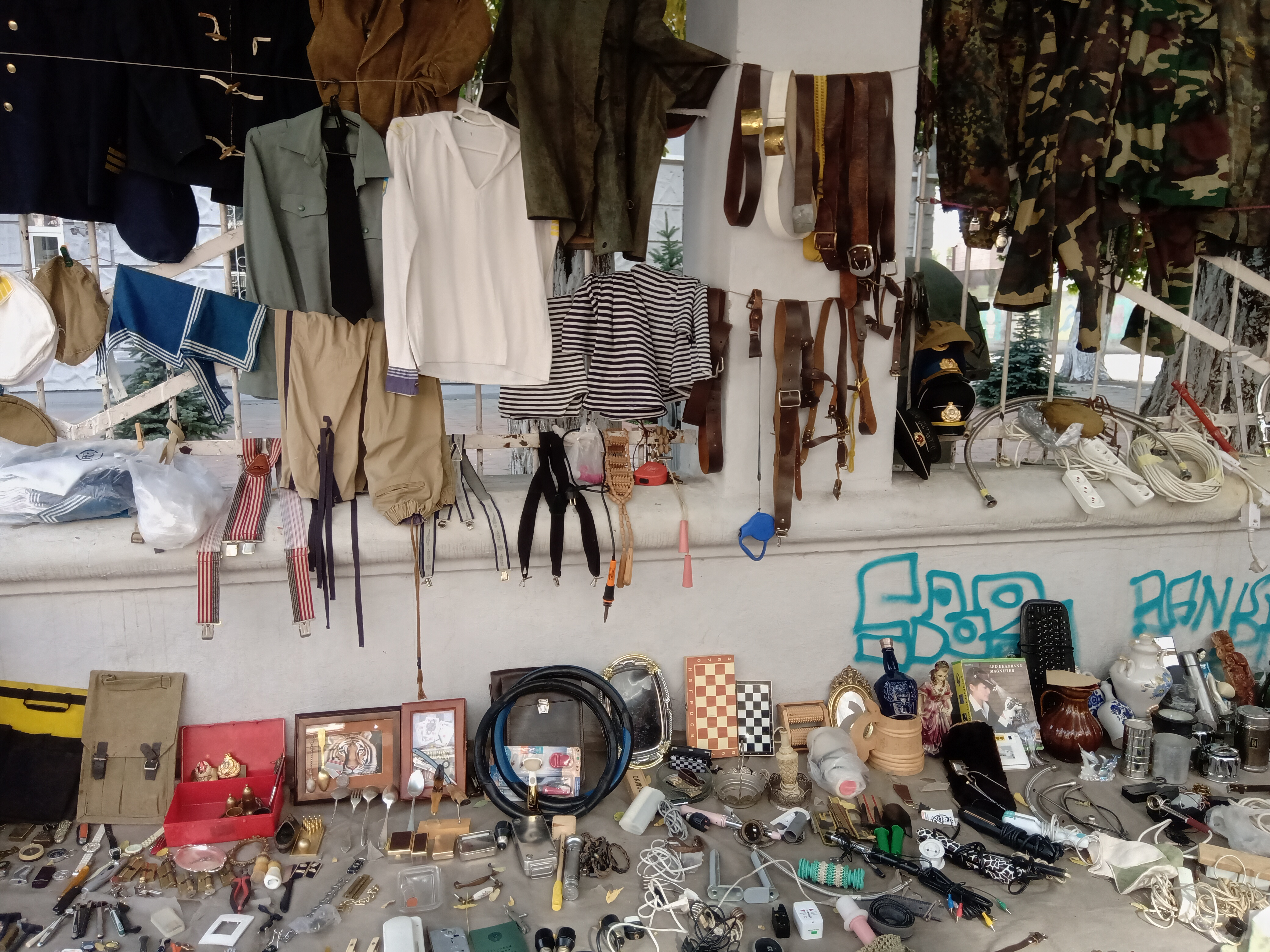
Старые вещи на Староконном рынке
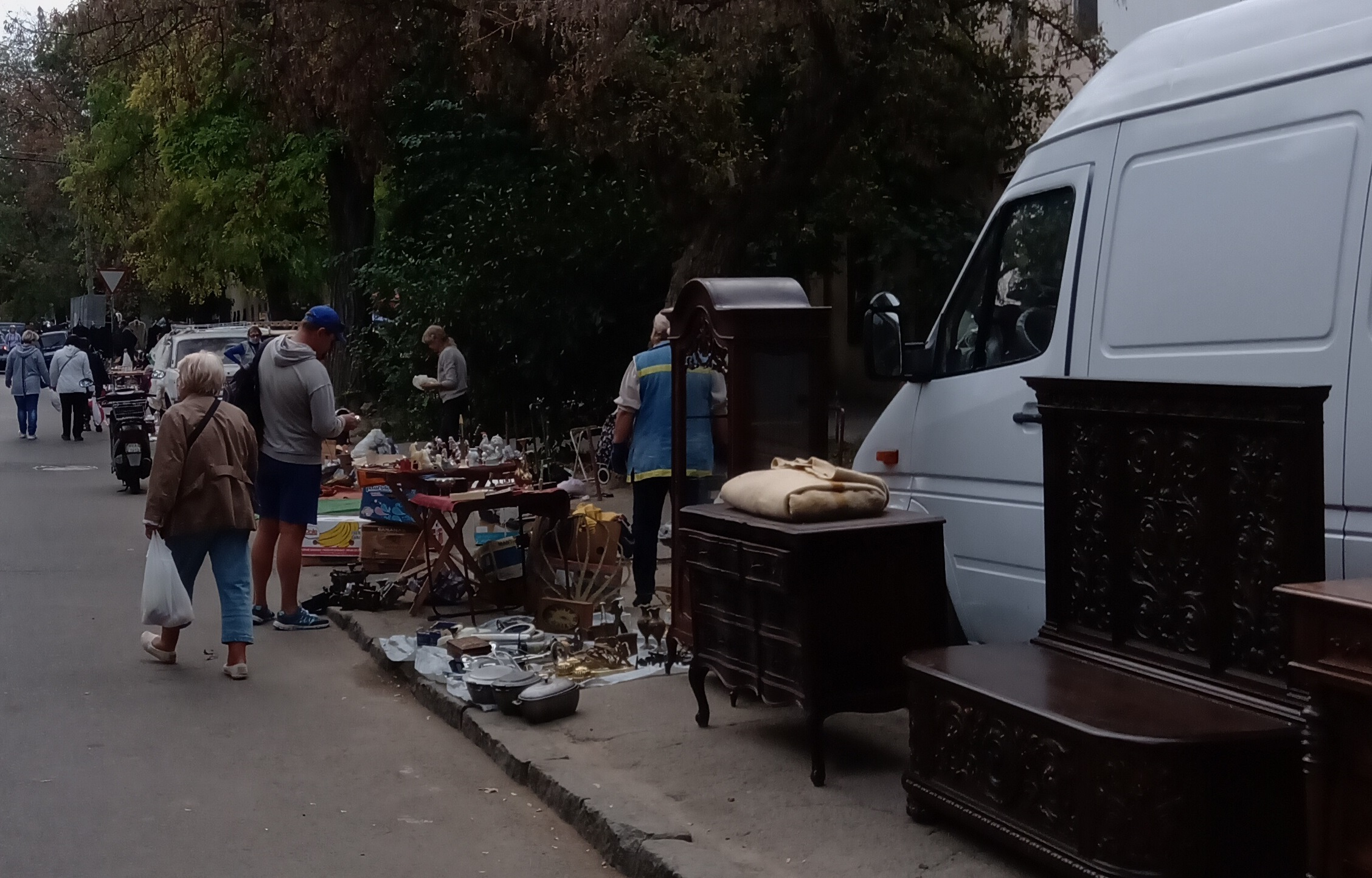
Развалы вокруг Староконного, ул.Раскидайловская
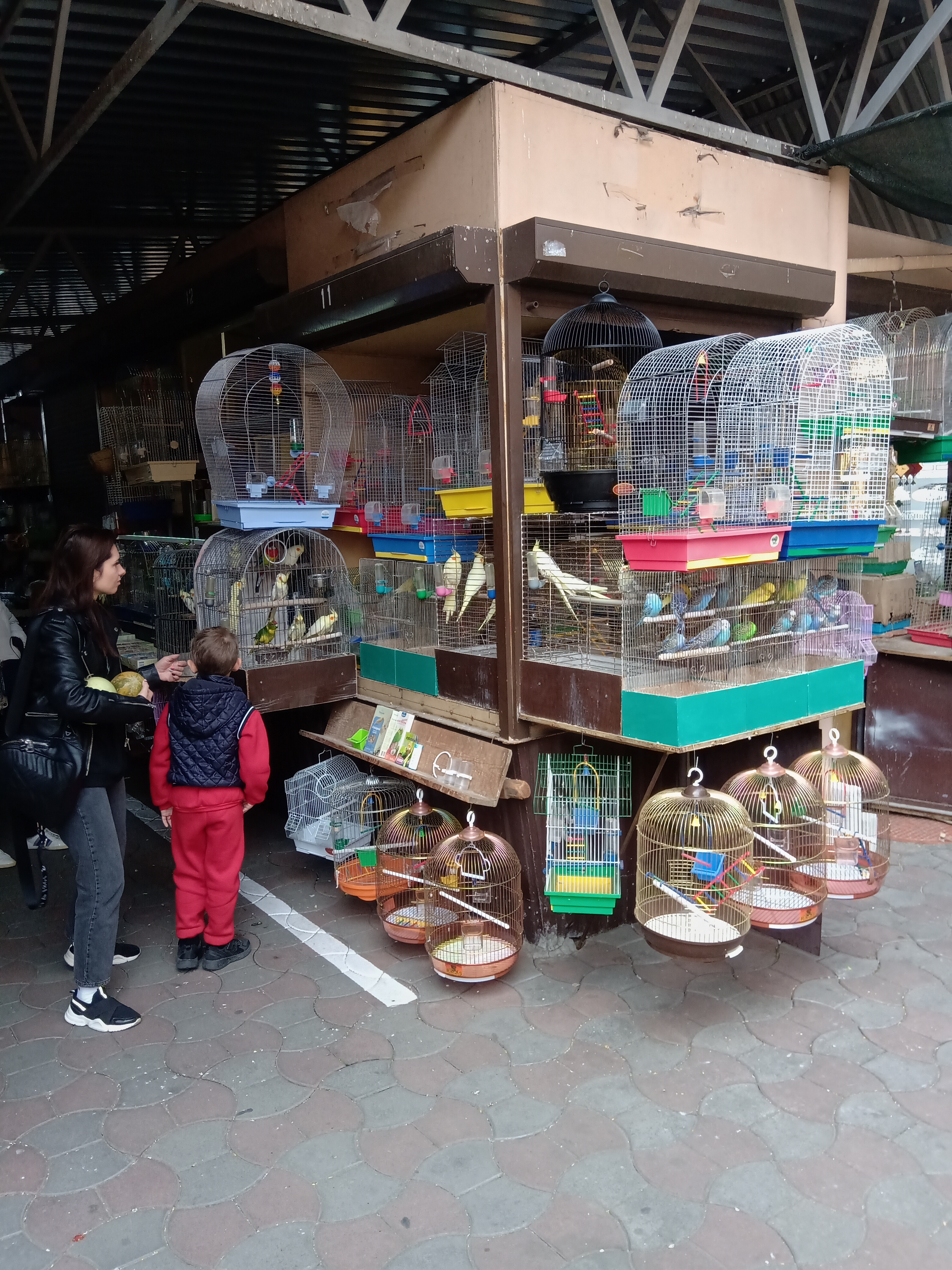
Птичий уголок на Староконном рынке
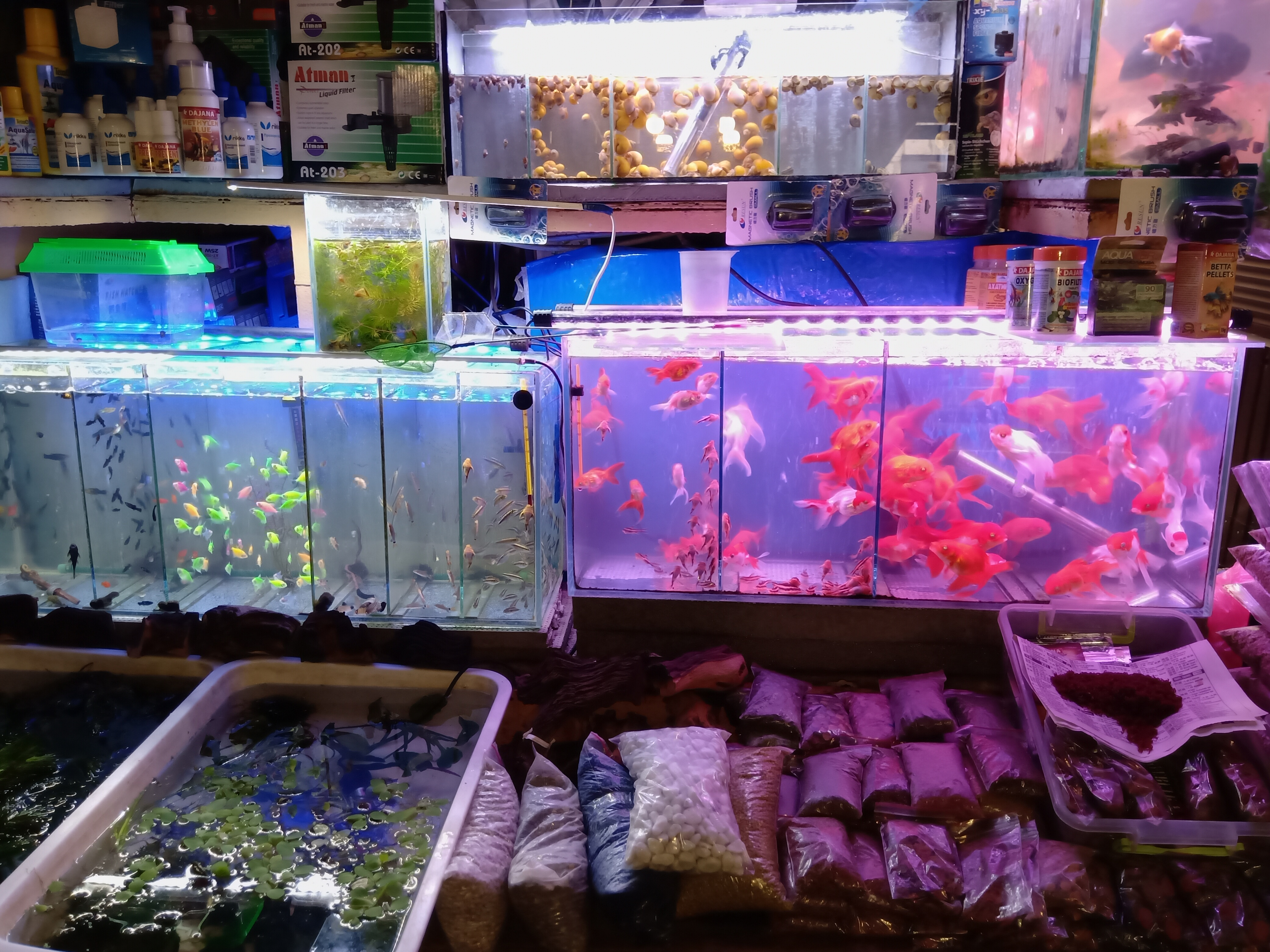
Аквариумы на Староконном рынке